# Bos planifrons
Espèce
Bos planifrons (« bœuf à front plat ») est une espèce bovine éteinte du Siwalik, en Inde et au Pakistan. Il pourrait être l'ancêtre de l'aurochs indien Bos primigenius namadicus. Son type a été défini à partir d'un crâne.
Il pourrait être synonyme de Bos acutifrons (en).